# 恩賜のたばこ

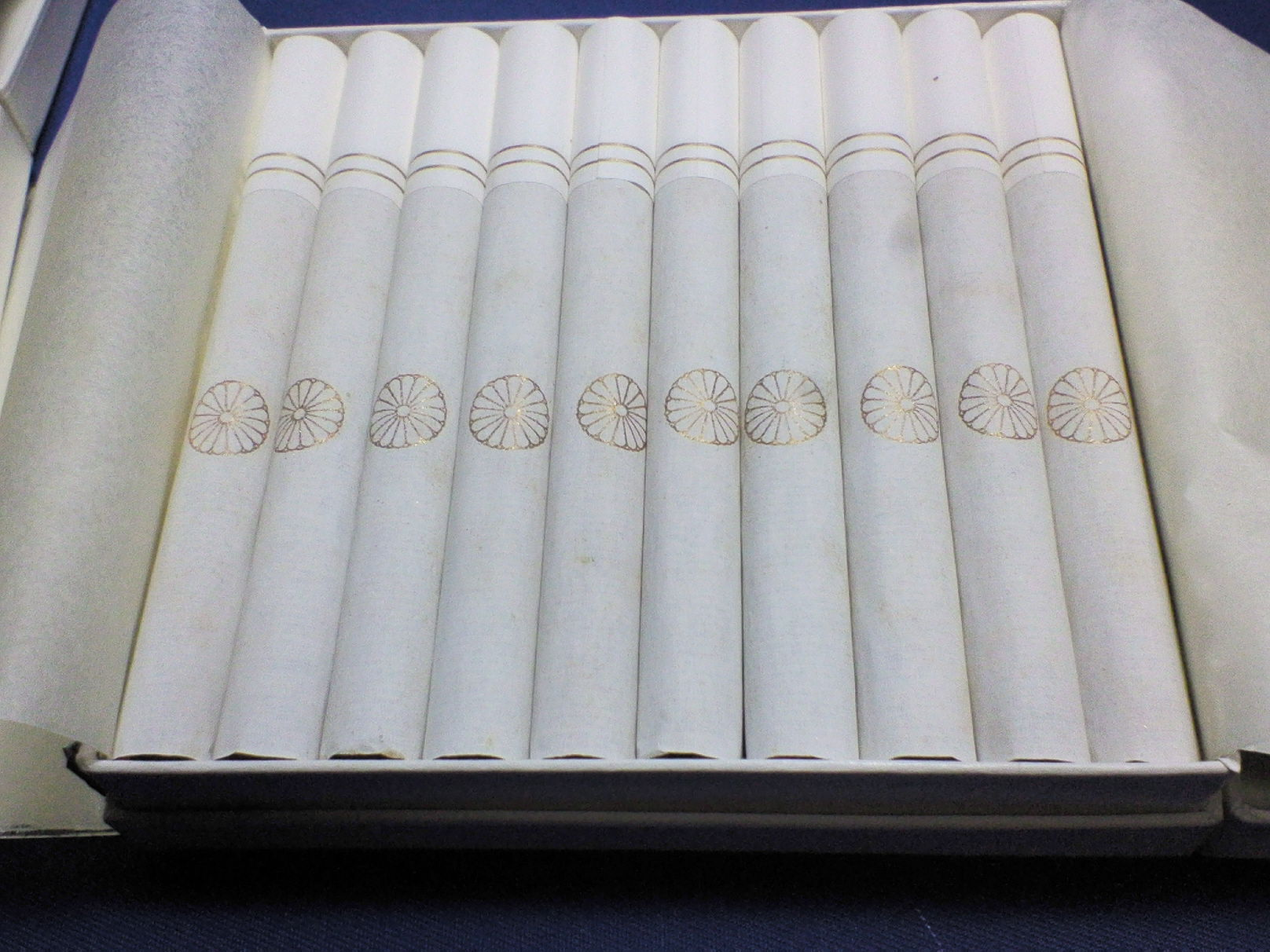
恩賜のたばこ

恩賜の煙草（おんしのたばこ）は、天皇から下賜された紙巻きたばこである。御賜の煙草、恩賜煙草とも。2006年（平成18年）末で廃止。最終製造者は日本たばこ産業 (JT) で、宮内庁にのみ納めていた。同社はこの名称は使わず、「特製たばこ」といい、その一種宮内庁の下賜用に相当する。外に宮家用がある。天皇、皇后、皇太后専用のたばこは、「御料たばこ」という。

## 概要

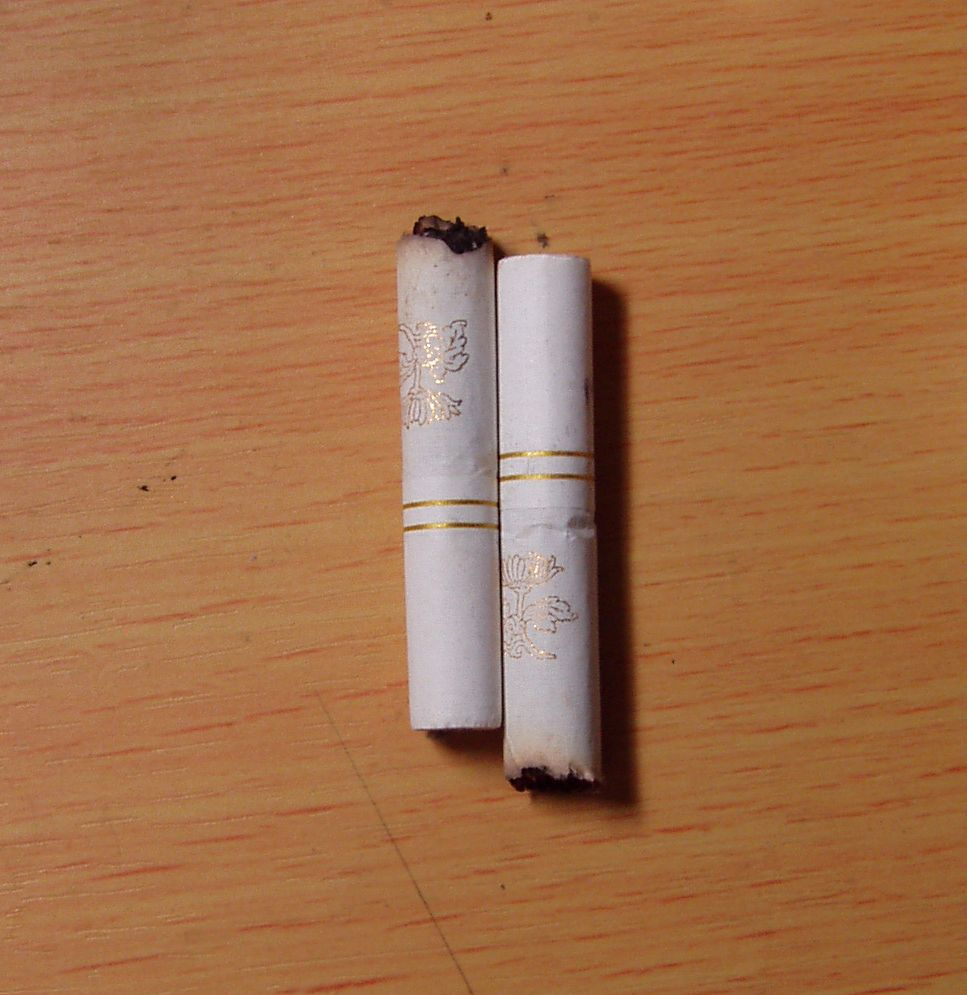
宮内庁来賓用のたばこ（折枝あるいは横菊）の吸い殻 下賜用のたばこの文様が16葉花弁の表菊にたいして、宮内庁接待用は葉や茎もふくめた菊花を横から見たデザインである

明治時代からの慣習として菊の紋章が入った「恩賜のたばこ」があるが、起源は不確かである。古くは、1877年（明治10年）の西南戦争時に皇后らから傷病兵士に贈られたと『明治天皇紀』に記されている。
煙草が専売制となる以前の1894年（明治27年）に行われた日清戦争では、岩谷商会が製造委託を受けた。宮内省用特製口付紙巻たばこは、ご下賜用で、たばこの吸口部に菊花の紋章が印刷されていたが、たまたま軍隊内でご紋章のある吸殻を粗末に扱ったことが問題となり、大正3年から充填部の中央に印刷することになった。戦争に際しては常に多量のものが製造されたが、昭和19年度にはこの種のたばこの最高である2865万6000本を製造した。
制度上は1933年（昭和8年）に開始し、戦時には陸海軍への支給品でもあった。恩賜のたばこは軍歌にも登場し、1939年（昭和14年）のノモンハン事件における帝国陸軍航空部隊を主題とした『空の勇士』では一番出だしにて恩賜のたばこを歌っている。
軍への支給品であったため、下級兵にも下賜されたが、天皇に対して畏れ多いために喫煙せずに記念として保存した者も多かった一方、下賜されたらその場でサッサと吸ってしまう者も多かった。
箱には黒で「賜」の文字が入っており、たばこ1本ずつに皇室を表す菊花紋章（十六八重表菊）が入っている。パッケージングの際には、全部の菊紋が上を向く様に人手できちんと揃えられる。成分的には普通のたばこと何ら変わらないが、たばこ葉は純国産品である。拝領し吸ったことのある者によると「非常な辛口」「きつい」とのこと。
市販はされず、叙勲者や園遊会の出席者、皇室の来賓、宮内庁奉仕団、皇室関連ボランティア活動、警視庁警備部警衛課（セキュリティポリス）や各道府県警察本部警備課などへのおみやげや謝礼品として使用された。1959年（昭和34年）6月25日、天覧試合として後楽園球場（東京都文京区）で開催されたプロ野球東京讀賣巨人軍 - 大阪タイガース第11回戦の出場選手などにも贈られている。　
近年まで皇室の恩賜及び宮内庁の贈品目として存在していたが、健康増進法の制定など、健康にとって有害なものを嫌う風潮の高まりを受け、2006年（平成18年）末で廃止された。代替品は、菊花紋章入りボンボニエール（ボンボン菓子容器）に金平糖を入れた「恩賜の金平糖」となる。
国会の議事録によれば、昭和30年代において日本専売公社への引き渡し価格を朝日（1976年（昭和51年）生産終了）並みとしている。参考までに、昭和30年代のたばこの小売価格は朝日が20本30円でゴールデンバット（2016年（平成28年）4月現在で260円）と同額、ピース10本入り（2016年（平成28年）4月現在で230円）が45円である。
なお、皇室・宮内庁のタバコには天皇から下賜されるいわゆる恩賜のたばこ以外にも、宮内庁来賓接待用や宮家が用いる別製のたばこが存在する。これらは恩賜のもの（16弁の表菊）とは異なり、宮家の14弁の裏菊や宮内庁接待用の横向きの菊花紋章などが入れられている。

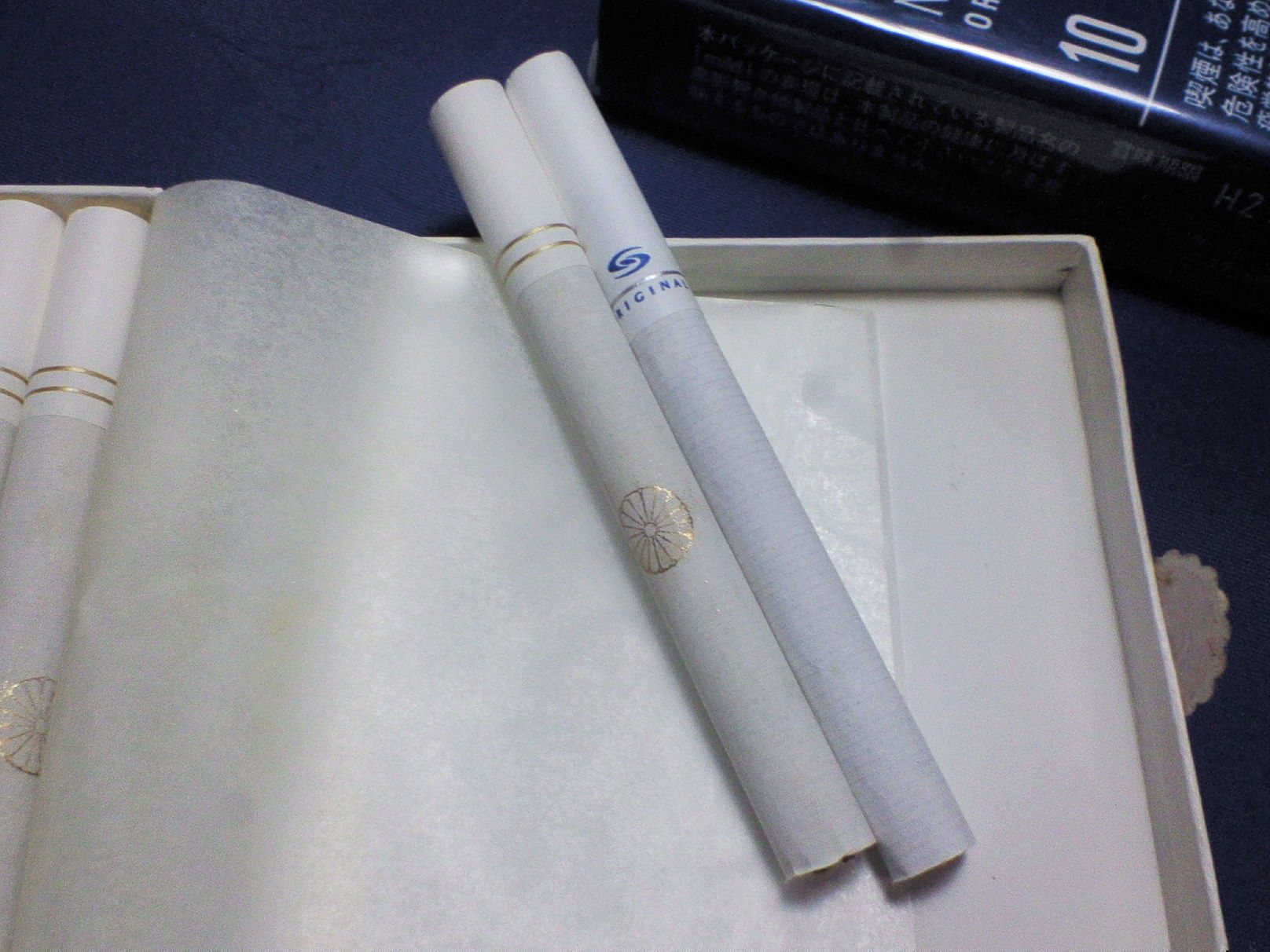
恩賜のたばことマイルドセブン
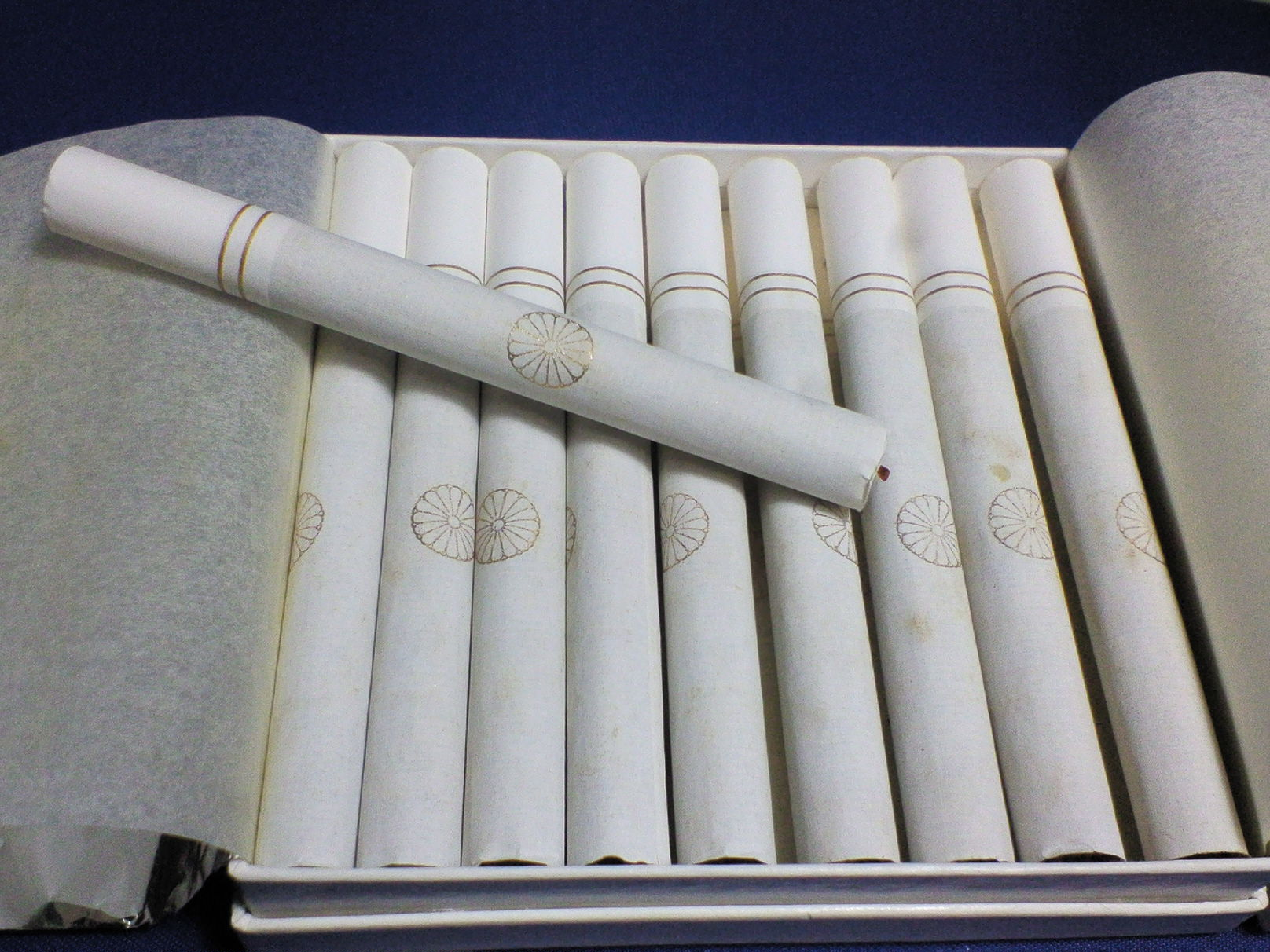
恩賜のたばこ
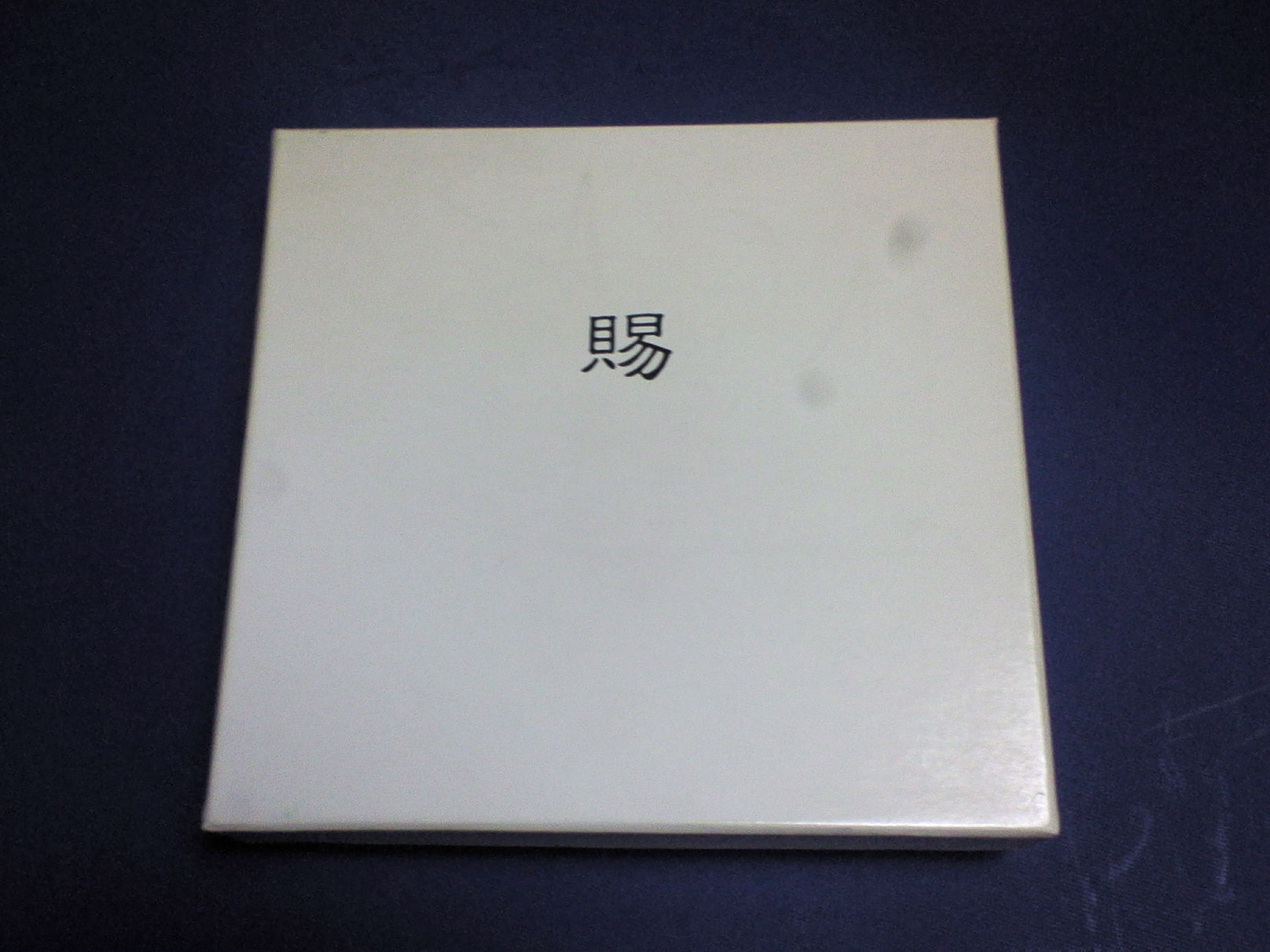
恩賜のたばこ（外箱）
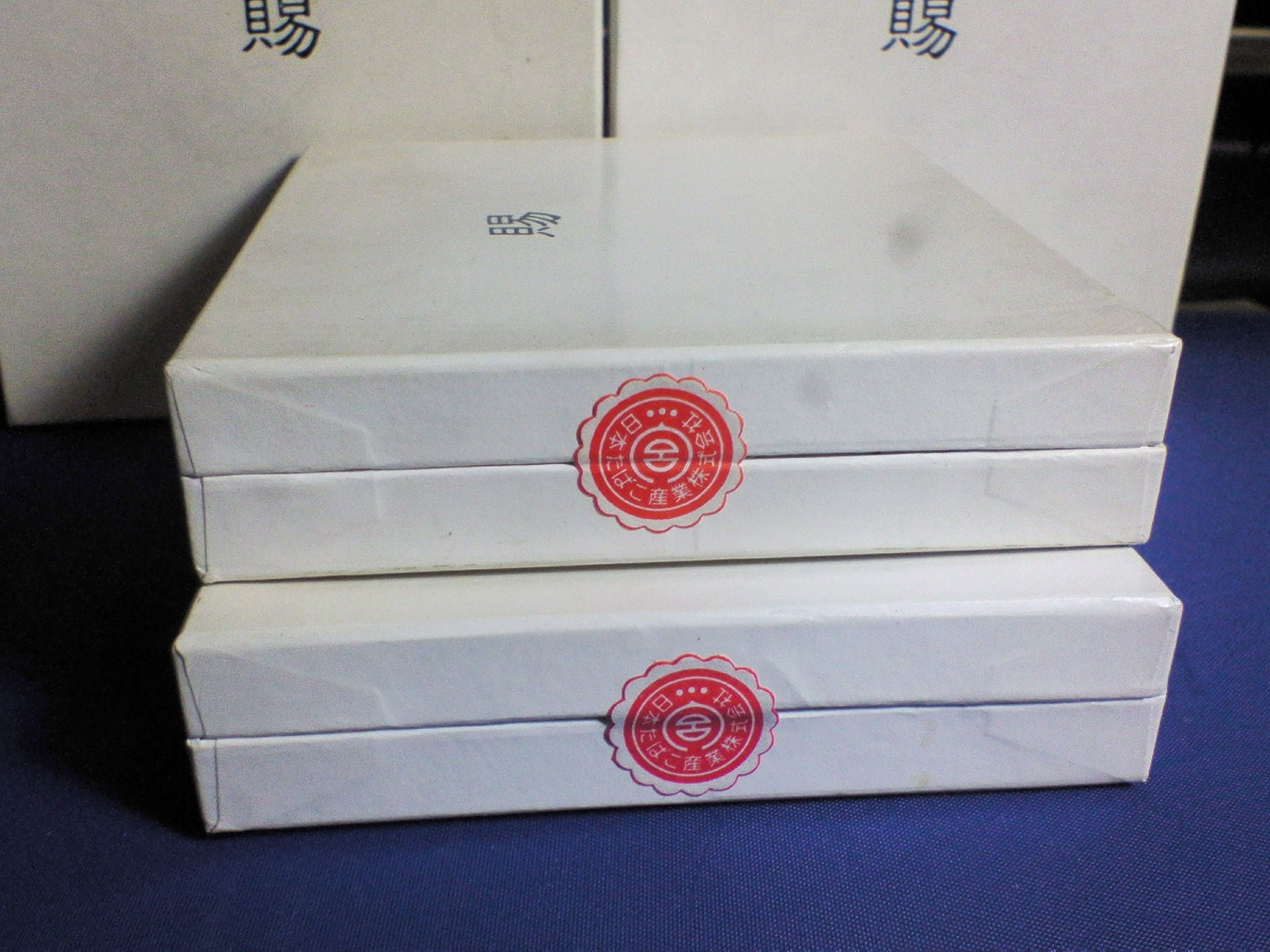
恩賜のたばこ（封印）

## 正式名と外箱の「御賜」の文字
当初はふたの上部に金箔の「御賜」の文字が入っていたため「恩賜(御賜)のたばこ」として知られるたばこであるが、正式には宮内省用特製たばこの中で「別製紙箱製品」または、宮内省用特製口付紙巻たばこである。あるいは製品区分としては「恩賜のたばこ」ではなく「特製たばこ1号」である。（特製口付紙巻たばこ、特製両切紙巻たばこ、戦後には特製フィルター付紙巻たばこ）。戦争が激しくなり製造数が激増し、逆に物資は欠乏したため、やがて金箔の「御賜」の文字は黒になり文字も「賜」一文字になる。量的には恩賜のたばこの大半は黒文字で「賜」1文字の外箱の物である。
戦後の恩賜のたばこも外箱の文字は黒色印刷で「賜」の一文字である。

## 皇室とたばこ
皇室とたばこの関係は1883年（明治16年）から1904年（明治37年）まで日本橋のたばこ製造業柳屋が、宮内省の命により刻みたばこ、1894年（明治27年）からは紙巻きたばこをそれぞれ製造したことから始まる。
1894年（明治27年）には岩谷商会に恩賜煙草製造の許可を与えて、日清戦争で出征する兵士に下賜された。
1904年（明治37年）には大蔵省専売局によるたばこの製造の官営化とともに皇室用たばこの製造も専売局に移り、岩谷商店の恩賜煙草製造ラインを引き継ぎ、東京第一煙草製造所に移された。その同じ年に専売局は御料たばこを制定した。御料たばことは天皇・皇后･皇太后専用のたばこである。同じ皇室用に作られたが、皇族用及び下賜用および皇室・宮内省の接待用に作られたたばこは特製たばこと呼ばれた。下賜用のたばこも御料たばこと同じ作業順序・注意事項で作られた（材料葉は必ずしも同じではない）。御料たばこと特製たばこは1910年（明治43年）からは専用工場で製造されるようになった。御料たばこの葉は専用葉、特製たばこは当時の専売局製最高級たばこ「不二」と同じ葉を使用した。
大正天皇は愛煙家で、大正天皇専用たばこの種類も多く、各皇族家それぞれにも専用たばこが製造された。御料たばこ及び特製たばこ専用工場は淀橋工場に移転された。昭和天皇はあまり喫煙しなかったが、大正天皇の供養用や宮内省接待用に皇室専用たばこは製造が続けられ（大正までは接待用と下賜用は明確には区分されていなかった。）、昭和に入ってからは下賜専用のたばこも製造されるようになった。いわゆる「恩賜のたばこ」専用規格品はここに始まる。
太平洋戦争後はGHQの命令で宮家専用の特製たばこの製造は廃止され、接待及び下賜用の特製たばこのみが製造されることになる。下賜用（恩賜のたばこ）は特製たばこ1号とされ紙巻たばこには一本一本に16葉の花弁の表菊文様が入り、箱には黒字で「賜」の文字（初期には金箔で「御賜」の文字）が入り、宮内庁接待用の特製たばこ2号には横菊（上の画像参照）が入り、箱は無地である。包装は箱と缶がある。
1968年（昭和43年）以降には皇族用の14花弁の裏菊の紋が入った特製たばこ3号も存在する。

## 恩賜のたばこの製造数
大正までは宮内省接待用と下賜用たばこは明確にわけられていなく、昭和に入ってから新たに「御賜」の文字が入った下賜用の別紙紙箱特製たばこの製造が始まった。当初の製造数は少なく1933年（昭和8年）までは年間100万本以下、9-11年は200万本、それ以降は1000万本台の数量で製造数が多くなり物資が不足するにつれ箱の文字は黒字で「賜」一文字になり、ピークの1944年（昭和19年）には2800万本強の特製たばこ（そのほとんどは「恩賜のたばこ」）が作られた。終戦の年の1945年（昭和20年）には106万本と激減している。そのほとんどは吸口付き紙巻たばこであるが、わずかに（1-3万本程度）両切り紙巻たばこも作られている。
太平洋戦争後も口付紙巻たばこは製造され年間100-200万本ほど、両切り紙巻たばこも1964年（昭和39年）までは年間10万本未満、1965年（昭和40年）から廃止される1968年（昭和43年）までは年間30万本程度作られた。1968年（昭和43年）からはフィルター付きたばこに変更され、年間300万本程度作られている。

## 製造工場と生産体制
恩賜のたばこはすべて都内の工場で製造された。恩賜のたばこの大半を占める口付き紙巻たばことフィルター付き紙巻たばこは東京都内のたばこ工場内に設けられた専用工場（御料工場）で作られた。
口付きたばこは初期には淀橋工場、後に東京工場（業平工場）、戦後の一時期は品川工場で作られており、フィルター付きたばこは東京工場、両切りたばこは芝工場と足立工場。葉巻は足立工場のちに東京工場で作られた。
初期の淀橋工場と昭和に入って以降の大部分を作った東京工場（業平工場）には、小さいながらも独立した特製たばこ専用工場が各工場内に置かれた。施設・設備も特製たばこ工場は専用の物であり、人員も太平洋戦争中の増産期を除いて専任のスタッフが製造にあたった。1973年（昭和48年）にあらたに東京工場に置かれた特製たばこ専用工場は職員数6-7名前後の小さな工場だがベテランを配し、とくに箱入れ包装作業工程には機械が無くすべて手作業で行われている。
1945年（昭和20年）までの特製たばこの製造には特に注意が払われた。関係者以外の工場への立ち入りは厳しく制限され、製造にあたる職員は、作業前に入浴、さらに消毒は徹底され、朝夕には工場医の健康診断も行われた。戦後には戦前のような作業前の入浴や毎日の健診などの特別な準備こそは行われなくなったものの、製造には細心の注意をもって行うことは続いた。前述の通り、包装工程には機械は使われず、すべて手作業で箱詰め、包装が行われていた。

## パッケージ
恩賜のたばこ（紙巻たばこ/特製たばこ1号）の包装単位は1982年（昭和57年）当時、箱入りで10本入り、20本入り、50本入り、100本入り、缶入りでは50本入りである。過去には5本入りのものもあった。紙巻きたばこそのものに入っている図柄は16枚の花弁の菊花（表菊）で、箱や缶には黒字で「賜」の一文字が記されている。尚、下賜用の、いわゆる「恩賜のたばこ」ではないが、宮内庁接待用の特製たばこ2号は横菊で箱・缶の包装は無地である。1968年（昭和43年）以降には皇族用の14花弁の裏菊の紋が入った特製たばこ3号も製品区分に入れられた。

## 恩賜の葉巻
下賜および接待用に用いられる宮内庁専用の特製たばこには通常の紙巻きたばこ以外にも、「御紋の飾環付き葉巻きたばこ」が存在していた。。
特製葉巻たばこ（菊花の御紋の飾環付き葉巻きたばこ）は1939年（昭和14年）に製造が始まり（大正天皇専用の御料葉巻たばこは1917年（大正6年）から製造されていた）、当初は微々たる量だったが、1945年（昭和20年）には最大の4000本/年製造された。1939年（昭和14年） - 1945年（昭和20年）の平均製造量は年に1000本強であった。1945年（昭和20年）以降は1982年（昭和57年）の時点まででは1年間平均でおよそ2500本程度が作られている。菊花の御紋の飾環付き葉巻きたばこは小木箱に納められ、一つの小木箱には葉巻が25本入っている。使用しているたばこ葉は上巻がスマトラ葉、中巻とてん充葉はハバナ葉である。
ただし、宮内庁専用の特製たばことして専売局（後の日本専売公社/現日本たばこ株式会社）が製造したものではないが、1939年（昭和14年）以前、古くは明治期にも軍部の接待用として葉巻が下賜されている。